# Portmarnock
Portmarnock (in irlandese: Port Mearnóg) è un villaggio suburbano nella contea di Fingal, in Irlanda.